# Taylor Kemp
Taylor Eric Kemp (Highlands Ranch, 23 juli 1990) is een Amerikaans voetballer. In 2013 tekende hij een contract bij DC United uit de Major League Soccer. 

## Clubcarrière
Kemp werd als zeventiende gekozen door DC United in de MLS SuperDraft 2013. Op 19 maart 2013 werd hij uitgeleend aan Richmond Kickers waar hij vijf competitiewedstrijden speelde voordat hij terugkeerde naar DC United Zijn debuut voor DC United maakte hij op 19 mei 2013 tegen Sporting Kansas City.